# Namloser Wetterspitze
La Namloser Wetterspitze (littéralement « pointe du Temps de Namlos ») est un sommet des Alpes, à 2 553 m d'altitude, dans les Alpes de Lechtal, en Autriche (Land du Tyrol).